# مارسيلينا كيالا
مارسيلينا كيالا (بالبرتغالية: Marcelina Kiala) مواليد 9 نوفمبر 1979 في لواندا، هي لاعبة كرة يد أنغولية تلعب كظهير أيسر. مثلت منتخب أنغولا لكرة اليد للسيدات. شاركت في دورة الألعاب الأولمبية الصيفية سنة 2000.

## سجل المنافسة
شاركت في البطولات التالية:
- الألعاب الأولمبية الصيفية 2012
- بطولة العالم لكرة اليد للسيدات 2011
- بطولة العالم لكرة اليد للسيدات 2013

## روابط خارجية
- مارسيلينا كيالا على موقع الاتحاد الأوروبي لكرة اليد (الإنجليزية)
- مارسيلينا كيالا على موقع اللجنة الأولمبية الدولية (الإنجليزية)
- مارسيلينا كيالا على موقع أوليمبيديا (الإنجليزية)